# Bulbophyllum pachyrhachis
Bulbophyllum pachyrachis là một loài phong lan thuộc chi Bulbophyllum.